# Nicola Maria Audino
Nicola Maria Audino (Vallelunga Pratameno, 15 ottobre 1861 – 21 giugno 1933) è stato un vescovo cattolico italiano.

## Biografia
È stato ordinato ordinato presbitero il 19 settembre 1885.
Il 28 novembre 1898 è stato nominato vescovo di Lipari da papa Leone XIII; ha ricevuto l'ordinazione episcopale l'11 dicembre successivo nella cattedrale di Palermo dal cardinale Michelangelo Celesia, arcivescovo metropolita di Palermo, coconsacranti Domenico Gaspare Lancia di Brolo, arcivescovo metropolita di Monreale, e Ignazio Zuccaro, vescovo di Caltanissetta.
Il 22 giugno 1903 lo stesso Papa lo ha trasferito alla sede di Mazara del Vallo, incarico che ha mantenuto fino alla sua morte, il 21 giugno 1933.

## Genealogia episcopale
La genealogia episcopale è:
- Cardinale Scipione Rebiba
- Cardinale Giulio Antonio Santori
- Cardinale Girolamo Bernerio, O.P.
- Arcivescovo Galeazzo Sanvitale
- Cardinale Ludovico Ludovisi
- Cardinale Luigi Caetani
- Cardinale Ulderico Carpegna
- Cardinale Paluzzo Paluzzi Altieri degli Albertoni
- Papa Benedetto XIII
- Papa Benedetto XIV
- Papa Clemente XIII
- Cardinale Marcantonio Colonna
- Cardinale Giacinto Sigismondo Gerdil, B.
- Cardinale Giulio Maria della Somaglia
- Cardinale Luigi Lambruschini
- Cardinale Girolamo d'Andrea
- Cardinale Michelangelo Celesia, O.S.B.
- Vescovo Nicola Maria Audino